# Аптекар Савелій Семенович
Аптекар Савелій Семенович (1927 — 1 лютого 2016) — інженер-економіст, завідувач кафедри інвестиційного менеджменту Донецького національного університету економіки і торгівлі ім. М. І. Туган-Барановського, доктор економічних наук, професор, віце-президент Академії економічних наук України.

## Науковий доробок
Автор близько 200 опублікованих наукових праць у вітчизняних і зарубіжних наукових журналах, автор та співавтор 13 монографій, підготував 16 брошур і 5 розділів у колективних монографіях, 9 навчальних посібників.
Найважливіші наукові праці:
- (рос.)«Матричное моделирование техпромфинплана металлургического завода»,
- (рос.)«Производительность труда в черной металлургии УССР»,
- (рос.)«Хозяйственный расчет и экономическое стимулирование в черной металлургии»,
- (рос.)«Планирование и анализ стоимостных показателей на металлургическом предприятии».

## Нагороди
нагороджений:
- Почесною Грамотою Президії Верховної Ради Української РСР (1985 р.),
- медаль «рос. За доблестний труд» (1970 р.),
- медаль «рос. 3а трудовое отличие» (1976 р.),
- Медаль «Ветеран праці» (1985 р.),
- ювілейна медаль «За доблесну працю. В ознаменування 100-річчя з дня народження Володимира Ілліча Леніна».,
- Ювілейна медаль «50 років Перемоги у Великій Вітчизняній війні 1941—1945 рр.».

Указом Призедента від 10 вересня 2011 року № 906 присвоєна державна стипендія

## Інтернет-ресурси
- Аптекар Савелій Семенович[недоступне посилання з червня 2019]